# Matías de Arteaga y Alfaro

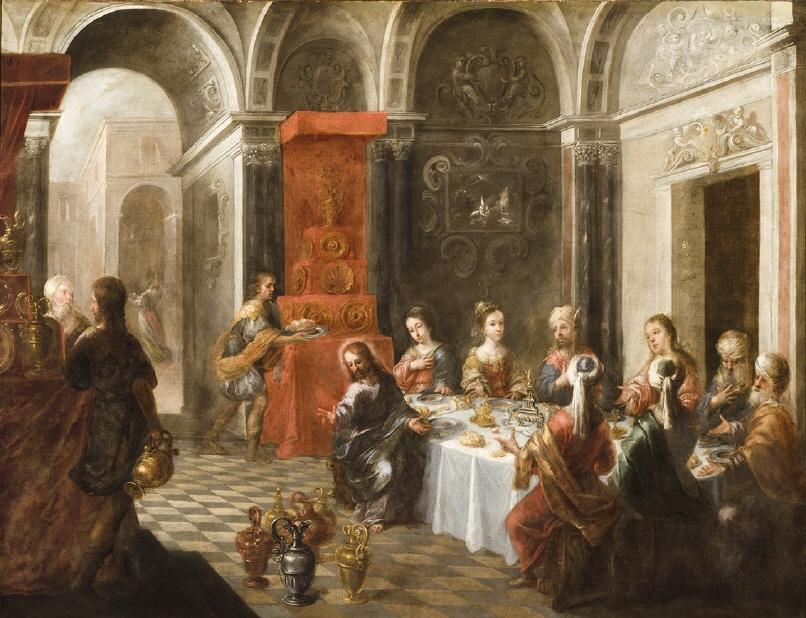
Las bodas de Caná, óleo sobre lienzo (157 x 294 cm), Museo de Bellas Artes de Sevilla.

Matías de Arteaga y Alfaro (Villanueva de los Infantes, 1633-Sevilla, 1703) fue un pintor y grabador barroco español, adscrito a la escuela sevillana, que supo recoger en su pintura e interpretar con personalidad propia la doble influencia de Murillo y Valdés Leal. 

## Biografía
Nacido en Villanueva de los Infantes (Ciudad Real) fue hijo de Bartolomé de Arteaga, de quien se conocen grabados a buril hechos con cierta corrección, entre ellos el escudo de armas del conde-duque de Olivares publicado en el Panegírico de la Poesía, de Hernando de Vera (Montilla, 1627) y posiblemente las estampas del Breve compendio de la Carpintería de lo blanco (Sevilla, 1633) de Diego López de Arenas, con un retrato del autor firmado Artiaga en 1632. Siendo de corta edad la familia se trasladó a Sevilla, donde se formaría en el taller paterno y en contacto con Murillo, cuya influencia revela su obra temprana junto con la de Valdés Leal, quien se estableció en Sevilla en 1656, el mismo año en que Matías de Arteaga aprobaba el examen de maestro pintor. Un año antes, en 1655, Arteaga había contraído matrimonio con Juana de la Vega, por lo que cabe pensar que ya entonces se había independizado como pintor, aunque nada se sabe de su producción en estos años. En 1660 figuró entre los miembros fundadores de la célebre academia de dibujo promovida por Murillo y Valdés Leal entre otros, de la que llegó a ser secretario. En 1664 ingresó en la Hermandad de la Santa Caridad y dos años después en la Sacramental del Sagrario de la catedral sevillana, para la que realizó algunos trabajos. Viudo hacia 1680, contrajo inmediatamente nuevas nupcias con Juana Isidora y Valdovinos. Para estos años hay constancia también de su trabajo como tasador de pinturas.
El 9 de enero de 1703, gravemente enfermo, dictó su testamento, siendo enterrado el 12 del mismo mes en la parroquial de Santa María Magdalena de Sevilla. El inventario de los bienes dejados a su muerte revelan un modo de vivir acomodado, disponiendo de una esclava y una casa grande y bien amueblada, en la que contaba con una mediana biblioteca y entre los libros guardados en ella una Summa Teológica en latín de Henrique de Gante y la Historia General de España del padre Juan de Mariana, un estudio con todo lo necesario para la práctica del grabado y 153 pinturas. Casi la mitad de estas eran de asunto religioso, entre ellas cuatro series de la Vida de la Virgen de algunas de las cuales se dice expresamente que contenían vistas arquitectónicas, como las que se encuentran en la serie del Museo de Bellas Artes de Sevilla y en algunas otras de sus obras mejor conocidas. También conservaba dieciocho pinturas de floreros, presumiblemente de mano ajena pues no existe constancia de que practicase el género, diez países y una perspectiva arquitectónica, un cuadro de «una mujer asomada a la ventana», quizás original o copia de Murillo, y «veintiún lienzos modelos de Academias pequeños», es decir, desnudos tomados del natural, dignos de destacar por constituir las primeras referencias ciertas a los estudios hechos en la citada academia sevillana de pintura.

## Pintura
Una Aparición de la Virgen con el Niño a santa Rosa de Viterbo, que se conserva en colección privada de Sevilla, firmada y fechada en 1670, en la que sigue modelos murillescos con cierta libertad, es la más primitiva de sus obras conocidas. Pero lo más característico de su peculiar estilo, muy influenciado por Murillo, a quien en ocasiones copia directamente, así como por Valdés Leal, de quien toma las actitudes más movidas, son las series de asuntos siempre religiosos, situadas en amplios paisajes y perspectivas arquitectónicas imitadas de estampas a la manera como también en Sevilla y en los mismos años lo hacía Francisco Antolínez, por lo que no es raro que algunas pinturas, como El nacimiento de la Virgen y Las bodas de Caná del Museo Lázaro Galdiano, se hayan atribuido indistintamente a uno u otro. Hábil en la creación de profundas perspectivas, diestramente iluminadas, en el tratamiento de las figuras y sus expresiones corporales se desenvuelve frecuentemente con cierta torpeza, particularmente si se trata de figuras femeninas, como se observa, por ejemplo, en el cuadro de José y la mujer de Putifar, castamente vestida, conservado en colección privada sevillana formando parte de una serie de cuatro lienzos de la historia del patriarca bíblico.
Además de las citadas series de la Vida de la Virgen del Museo de Bellas Artes de Sevilla y las de colección particular, sus obras mejor conocidas se conservan en la catedral hispalense y en la Archicofradía Sacramental de la Iglesia del Sagrario (Sevilla), anexa a la catedral, para la que entre 1690 y 1691 pintó una serie de ocho asuntos bíblicos tratados como alegorías eucarísticas, a la que pertenecen algunas de las obras más características y mejor logradas de su producción, como Ester ante Asuero y la Parábola del invitado a las bodas, junto al San Elías y el ángel que es, por el contrario, trascripción casi literal de la Liberación de San Pedro de Murillo conservada actualmente en el Museo del Ermitage. De entre 1700 y 1702, al final ya de su carrera, data la segunda de las series pintadas para la catedral, formada por los cinco cuadros de la vida de san Laureano colgados en las paredes de su capilla, de los que en el inventario de los bienes dejados a su muerte figuraban algunos estudios. Como otros pintores sevilllanos debió de trabajar también para el mercado americano, atribuyéndosele allí una serie de ocho lienzos en la iglesia de San Marcelo de Lima, procedentes de algún encargo jesuítico, y una serie de la vida de la Virgen en la Universidad de Puebla (México).

## Grabado

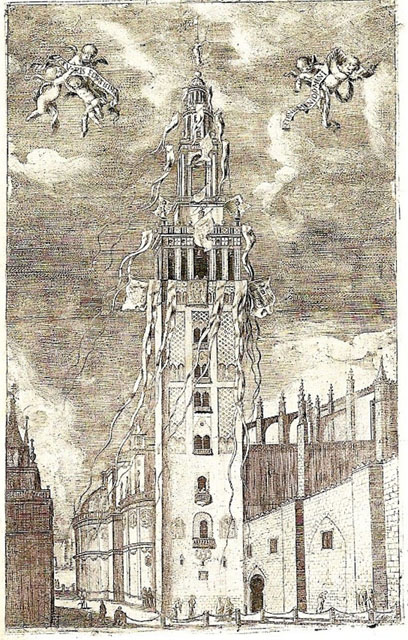
La Giralda engalanada, grabado para la obra de Fernando de la Torre Farfán, Fiestas de la S. Iglesia Metropolitana, y Patriarcal de Sevilla, 1672.

Maestro también en el arte del grabado, la primera de sus obras conocida en esta técnica es el retrato en un óvalo del sacerdote Fernando de la Torre Farfán, con el que mantendría estrecha relación, publicado en su Templo panegírico al certamen poético que celebró la Hermandad insigne del Smo. Sacramento estrenando la grande fabrica del Sagrario Nuevo de la Metrópoli sevillana, libro editado en Sevilla en 1663. Un año posterior es la estampa en la que representó la muerte del inquisidor Pedro de Arbués, imitando la dedicada por Pedro de Villafranca al mismo asunto y de la que también se había servido Murillo, recogida en la Relación sumaria de las festivas demostraciones, con que... el Tribunal de la Inquisición... de Sevilla celebró su beatificación el 17 de septiembre de 1664.
Suyas son también, entre otras, las cuatro estampas narrativas de las Apariciones de la Virgen de Guadalupe, recogidas en la edición sevillana del libro del bachiller Luis Becerra Tanco, Felicidad de México en el principio y milagroso origen que tuvo el santuario de la Virgen María Nuestra Señora de Guadalupe, publicado en 1685, y los 13 grabados al cobre que con la portada adornan el libro del capitán Antonio de Gaztañeta Iturribalzaga, Norte de la navegación hallado por el quadrante de reducción, publicado en Sevilla en 1692 por Juan Francisco de Blas. También se le conocen algunas estampas sueltas, como una dedicada al retablo del Cristo de la Expiración, titulada Verdadero retrato. Por fin, en el que sería su último trabajo de relieve, proporcionó en unión con Juan Pérez las estampas de la vida de San Juan de la Cruz para el libro del padre Andrés de Jesús María (Sevilla, 1701), inspiradas en las que hizo Gaspar Bouttats para la edición de las obras del santo hecha en Bruselas en 1678. 
Pero la obra cumbre del grabado sevillano del siglo XVII se encuentra en el libro de Fernando de la Torre Farfán, Fiestas de la S. Iglesia Metropolitana, y Patriarcal de Sevilla: al nuevo culto del señor rey S. Fernando el Tercero de Castilla y de León: concedido a todas las iglesias de España, por la santidad de nuestro beatíssimo padre Clemente X..., editado en Sevilla por la viuda de Nicolás Rodríguez, 1672.  
En él intervinieron como grabadores Juan de Valdés Leal, autor igualmente de algunas de las trazas y ornamentaciones festivas, a quien pertenecen los grabados de los ornatos de la portada principal de la catedral y del monumento alzado en su interior, dos hijos de este: Lucas Valdés, que con once años firmaba varias de las hojas de jeroglíficos, y su hermana Luisa, de diecisiete, y Francisco de Arteaga, hermano de Matías. Pero el grueso de las excelentes estampas que en gran número ilustraban la obra le correspondieron a Matías de Arteaga, entre ellas todas las vistas topográficas de la catedral y su planta y los grabados de portada y anteportada, estos sobre dibujos de Francisco de Herrera el Mozo, con el rey santo flanqueado por Hércules y Julio César y el retrato de Carlos II.